# Team WE
Team WE, trước đây được biết đến như là World Elite, là đội tuyển thể thao điện tử chuyên nghiệp của Trung Quốc có trụ sở tại Tây An. Đây là một trong những đội tuyển thể thao điện tử chuyên nghiệp lâu đời nhất ở Trung Quốc.

## Liên Minh Huyền Thoại
Vào tháng 8 năm 2014, WeiXiao đã từ giã sự nghiệp của mình, anh được biết đến như một trong những tuyển thủ cầm AD tốt nhất và là nhân tố chính trong chiến thắng của Team WE tại IGN ProLeague mùa 5. Vào ngày 21 tháng 9 năm 2015, Noh "Ninja" Geon-woo rời khỏi đội và gia nhập Team Dragon Knights.

### Đội hình hiện tại

#### Thành Tích
- Á Quân - Intel Extreme Masters Season IX – World Championship

## Warcraft III

#### Cựu Thành viên
| ID   | Tên         | Chủng Tộc | Năm Tham Gia |
| ---- | ----------- | --------- | ------------ |
| Sky  | Li Xiaofeng | Human     | 2005         |
| Infi | Wang Xuwen  | Human     | 2007         |